# NGC 1300
NGC 1300 is een balkspiraalstelsel dat zich bevindt in het sterrenbeeld Eridanus. NGC 1300 ligt op ongeveer 61 miljoen lichtjaar afstand van de Aarde en meet 115.000 lichtjaar in diameter.
NGC 1300 werd op 11 december 1835 ontdekt door de Britse astronoom John Herschel.